# Lim Si-hyeon
Lim Si-hyeon (13 de junho de 2003) é uma arqueira profissional sul-coreana.
Em virtude de ganhar todas as três medalhas de ouro nos mesmos Jogos Olímpicos, Lim se tornou a segunda pessoa a fazê-lo, igualando sua compatriota, An San, em 2020. Ela também estabeleceu os recordes mundiais e olímpicos na rodada preliminar do evento individual feminino, marcando 694 de um máximo de 720, superando assim os 692 da compatriota sul-coreana Kang Chae-young e os 680 de An San, respectivamente.

## Carreira
Durante a segunda fase da Copa do Mundo de Tiro com Arco de 2023, onde Lim fez sua estreia na Copa do Mundo, ela ganhou as medalhas de ouro no evento individual feminino e na equipe feminina com An San e Kang Chae-young. Na terceira fase, Lim defendeu suas medalhas de ouro no evento individual feminino e na equipe com An e Kang. Ela também ganhou a medalha de prata com Kim Woo-jin no evento de equipe mista. Na quarta fase, Lim ganhou apenas a medalha de ouro no evento de equipe com An e Kang e também ganhou a medalha de ouro no evento de equipe mista com Lee Woo-seok. Na fase final, Lim ganhou a medalha de bronze no evento individual feminino. Lim foi nomeada a arqueira mais precisa ao lado de Lee Woo-seok na Copa do Mundo de Tiro com Arco com um total de 208 10s entre as arqueiras.
Lim Si-hyeon participou do Campeonato Mundial de Tiro com Arco de 2023, terminou em 8º lugar no evento individual e chegou apenas à segunda rodada no evento por equipes. Durante a Copa do Mundo de Tiro com Arco de 2024, Lim ganhou mais duas medalhas de ouro no individual feminino na segunda e terceira etapas, uma medalha de ouro como parte da equipe feminina com Jeon Hun-young e Nam Su-hyeon na terceira etapa e a medalha de ouro da equipe mista com Kim Woo-jin na primeira etapa. Nos Jogos Olímpicos de 2024, conseguiu o ouro em todas as três provas em que competiu: individual, equipes femininas e equipes mistas.